# Creagrutus hildebrandi
Creagrutus hildebrandi är en fiskart som beskrevs av Schultz, 1944. Creagrutus hildebrandi ingår i släktet Creagrutus och familjen Characidae. Inga underarter finns listade i Catalogue of Life.